# Paraxerus palliatus
La ardilla de arbusto roja (Paraxerus palliatus) es una especie de roedor de la familia Sciuridae. Vive en Kenia, Malaui, Mozambique, Somalia, Sudáfrica, Tanzania y Zimbabue. Se trata de un animal diurno y arborícola. Sus hábitats naturales son los bosques perennes secos o húmedos, los bosques ribereños y los setos. Se cree que no hay ninguna amenaza significativa para la supervivencia de esta especie, a pesar de que gran parte de los bosques costeros donde vive han sufrido deforestación o degradación.

## Características
La ardilla roja tiene una longitud típica de cabeza y cuerpo de 19 a 23 cm y la longitud de la cola es de entre 15 y 20 cm. Su peso es de entre 250 y 340 g. Los machos y las hembras son del mismo tamaño. Sus afiladas garradas son curvadas y le permiten moverse libremente por árboles de gran tamaño, así como ramas pequeñas y por las paredes de edificios.